# Birhane Dibaba
Birhane Dibaba (née le 11 septembre 1993) est une athlète éthiopienne, spécialiste des courses de fond, et notamment du marathon.

## Biographie
En février 2015, elle remporte le Marathon de Tokyo, première étape du circuit des World Marathon Majors, dans le temps de 2 h 23 min 15 s.
Le 15 septembre 2019, elle remporte le semi-marathon de Copenhague en 1 h 5 min 57 s.

## Palmarès
| Date | Compétition                 | Lieu       | Résultat | Épreuve       | Performance     |
| ---- | --------------------------- | ---------- | -------- | ------------- | --------------- |
| 2015 | Marathon de Tokyo           | Tokyo      | 1re      | Marathon      | 2 h 23 min 15 s |
| 2016 | Marathon de Tokyo           | Tokyo      | 5e       | Marathon      | 2 h 23 min 16 s |
| 2018 | Marathon de Tokyo           | Tokyo      | 1re      | Marathon      | 2 h 19 min 51 s |
| 2019 | Semi-marathon de Copenhague | Copenhague | 1re      | Semi-marathon | 1 h 5 min 57 s  |
| 2021 | Jeux olympiques             | Tokyo      | —        | Marathon      | DNF             |

## Records
| Épreuve       | Performance     | Lieu       | Date              |
| ------------- | --------------- | ---------- | ----------------- |
| Semi-marathon | 1 h 5 min 57 s  | Copenhague | 15 septembre 2019 |
| Marathon      | 2 h 19 min 51 s | Tokyo      | 25 février 2018   |